# دينو مارتن
دينو مارتن (25 مايو 1920 في الولايات المتحدة - 24 يوليو 1999 في الولايات المتحدة) (بالإنجليزية: Don Martin)‏ هو مدرب كرة سلة ولاعب كرة سلة أمريكي في مركز هجوم خلفي. لعب مع بروفيدنس ستيمرولرز.

## وصلات خارجية
- دينو مارتن على موقع إن بي أي (الإنجليزية)
- دينو مارتن على موقع سبورتس رفرنس (الإنجليزية)
- دينو مارتن على موقع ريلجم (الإنجليزية)
- دينو مارتن على موقع بروبوليرز (الإنجليزية)
- دينو مارتن على موقع كلية كرة السلة في سبورتس رفرنس.كوم (الإنجليزية)